# 奧塔哥冰川
奧塔哥冰川（英語：Otago Glacier），是南極洲的冰川，位於沙克爾頓海岸，全長37公里，流經馬卡姆山東北坡，最終注入尼姆羅德冰川，由新西蘭探險隊命名，該山峰現時由南極條約體系管理。